# Dictyoptera aurora
Dictyoptera aurora, conocido generalmente como escarabajo de alas de red dorada o escarabajo de alas de red rojo, es una especie de escarabajo de la familia Lycidae. La longitud de los insectos adultos es de 7 a 13 milímetros (0,3 a 0,5 plg). Los élitros son rojos. Las hembras tienen alas más anchas que los machos. A diferencia de otras especies de su familia, D. aurora se encuentra en una distribución excepcionalmente amplia y en ecosistemas muy variados. Se encuentran distribuidos en todo el Paleártico, en bosques y en el borde de los bosques a altitudes de alrededor de 1500 metros (4921,3 pies) en América del Norte, Siberia y Europa.

## Evolución
Dictyoptera aurora se trata de un escarabjo sorprendente, el único escarabajo de alas de red con distribución circumpolar, que abarca cuatro continentes y ecosistemas muy diferentes. En América del Norte, se ha encontrado evidencias de una especie críptica anterior no detectada y aislada por el Estrecho de Bering desde mediados del Mioceno. D. aurora colonizó Fennoscandia desde al menos dos refugios después del Último Máximo Glacial. La ausencia de diferenciación morfológica se ve afectada por la selección por similitud en el anillo mimético mülleriano. Las evidencias ejemplifican la historia filogeográfica en la región del Holártico y contribuyen a comprender la estasis morfológica en un extenso rango circumpolar.

## Descripción
Es un escarabajo negro de 7 milímetros (0,3 plg) de longuitud promedio, con élitros y márgenes lateral y apicales del tórax rojos. Tienen alas protectoras llamativamente rojas, con ranuras longitudinales, que parecen estar enrejadas casi en forma cuadrada debido a las elevaciones de las ranuras. Las hembras tienen cubiertas alares más anchas que los machos. El resto del cuerpo es de color marrón oscuro a negro y el escutelo también es oscuro con coberteras escarlatas. El protórax cuenta con cinco células bien definidas, la mediana finamente carinada. 
Su cabeza, muy pequeña, suele estar oculta bajo el pronoto que no tiene forma de hocico sino trapezoidal, y está extendida hacia adelante. Es rojo en el borde y oscuro en el medio. Está estructurado de tal manera que hay una depresión más grande en el medio y una depresión más pequeña en cada esquina del cuerpo y no está cubierto por su escudo pectoral. Las antenas son fuertemente pronunciadas y cuentan con once articulaciones unidas muy juntas en la frente, cerca de las facetas de los ojos. Las antenas son negras excepto los tres primeros segmentos, que son de color marrón. La segunda extremidad es significativamente más corta que las demás. La tercera articulación es considerablemente más larga que la segunda. El escudo pectoral tiene una forma casi cuadrada, a menudo con un borde lateral marcado y algo elevado. La parte media consta de una zona cerrada formada por una nervadura vertical. Las coberteras están muy quitinizadas, tienen lados paralelos y nervaduras longitudinales. Todos las patas tienen cinco articulaciones. Trocánteres posteriores cortos.

## Ciclo de vida
Dictyoptera aurora pertenece al grupo de insectos de transformación completa (insectos holometábolos), que sufren metamorfosis durante su desarrollo. Las larvas son radicalmente diferentes de los adultos en cuanto a comportamiento de vida y estructura corporal. Entre la etapa larvaria y la etapa adulta hay una etapa de pupa, un período de descanso, durante el cual los órganos internos y externos del escarabajo maduran.